# 千葉都民
千葉都民（ちばとみん）は、千葉県に居住し、東京都に通勤通学する者を指す俗語である。

## 概要

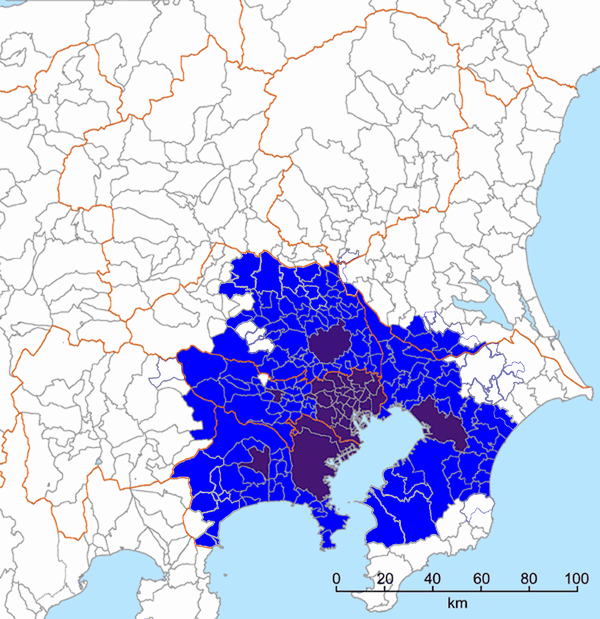
都市雇用圏における東京都市圏。ただし、東京都区部に加えて千葉市などの中心市（藍色）への通勤率が10%を超える自治体も含まれている。

千葉県は江戸川・旧江戸川を隔てて東京都に隣接しており、県内の多くの自治体は都市雇用圏における東京都市圏を構成している。東京一極集中が進んだことにより、県内においても郊外化が進行した結果、一部の自治体は東京の衛星都市（ベッドタウン）として大きく発展することとなり、住居は千葉県にあって東京都に通勤通学するというライフスタイルが広く定着した。
東京都に近い葛南地域、東葛飾地域の自治体において「東京都への通勤通学者比率」が高い傾向にあり、2020年の国勢調査において最も比率が高かった浦安市では、47.0%となっている（千葉都民#統計を参照）。

## 用語の使用状況
通勤通学先の東京都内で過ごす時間が長いことから、千葉都民は地域への帰属意識が薄い人々であると、ステレオタイプ的な定義がされる傾向がある。この定義が無党派と結びつけられ、選挙報道において選挙区の地域特性が説明される際などに使用例が見られる。また、千葉県に居住して千葉県内に通勤通学している住民（「千葉都民」の対義語としての「千葉県民」）との比較を取り上げたメディアなどにおいても使用例が見られる。東京都市圏の他県においても同様のライフスタイルを持つ住民がおり、「神奈川都民」「埼玉都民」「茨城都民」といった用語が存在する。

## 東京都市圏の郊外化
東京都市圏が郊外化し、千葉都民というライフスタイルが定着した理由の一つとして、交通手段の発達が挙げられる。以下は千葉県と東京都を直通する鉄道および道路の一覧である。
県庁所在地である千葉市は県のほぼ中央に位置し、東京まで約40kmの距離にあるため、千葉市以西の地域については千葉市よりも都心へのアクセスの方が容易な場合がある。東京メトロ東西線、総武本線（快速線・緩行線）などは、首都圏の鉄道混雑率ランキングで上位に挙げられている。

### 東京都へ直通する鉄道路線
- 首都圏新都市鉄道つくばエクスプレス（柏市・流山市～埼玉県三郷市・八潮市～足立区）
- 常磐快速線、常磐緩行線（我孫子市・柏市・松戸市～葛飾区）
- 北総鉄道北総線（印西市・船橋市・白井市・鎌ヶ谷市・市川市・松戸市～葛飾区）
- 京成成田空港線（成田市・印西市・鎌ヶ谷市・松戸市～葛飾区）
- 京成本線（成田市・酒々井町・佐倉市・八千代市・習志野市・船橋市・市川市～江戸川区）
- 横須賀・総武快速線、中央・総武緩行線（千葉市・習志野市・船橋市・市川市～江戸川区）
- 都営地下鉄新宿線（市川市～江戸川区）
- 東京メトロ東西線（船橋市・市川市・浦安市～江戸川区）
- 京葉線（千葉市・習志野市・船橋市・市川市・浦安市～江戸川区）

### 東京都へ直通する高速道路
- 京葉道路（千葉市・習志野市・船橋市・市川市～江戸川区）
- 首都高速湾岸線（市川市・浦安市～江戸川区）

### 東京都へ直通する一般国道
- 国道6号（我孫子市・柏市・流山市・松戸市～葛飾区）
- 国道14号（千葉市・習志野市・船橋市・市川市～江戸川区）
- 国道298号（市川市・松戸市～葛飾区）
- 国道357号（千葉市・習志野市・船橋市・市川市・浦安市～江戸川区）

### 東京都へ直通する県道
- 東京都道・千葉県道10号東京浦安線（浦安市～江戸川区）
- 東京都道・千葉県道50号東京市川線（市川市～江戸川区）
- 千葉県道・東京都道・埼玉県道54号松戸草加線（松戸市～葛飾区）

## 統計
| 市町村     | 割合  | 市町村   | 割合  |
| ---------- | ----- | -------- | ----- |
| 浦安市     | 47.0% | 市川市   | 45.7% |
| 松戸市     | 35.1% | 流山市   | 33.2% |
| 船橋市     | 33.0% | 習志野市 | 29.5% |
| 我孫子市   | 27.8% | 柏市     | 27.3% |
| 八千代市   | 23.9% | 鎌ケ谷市 | 23.7% |
| 白井市     | 22.3% | 印西市   | 21.8% |
| 千葉市     | 19.1% | 佐倉市   | 16.2% |
| 四街道市   | 13.2% | 野田市   | 11.1% |
| 大網白里市 | 9.0%  | 栄町     | 9.0%  |
| 酒々井町   | 8.2%  | 一宮町   | 6.7%  |
| 市原市     | 6.2%  | 袖ケ浦市 | 5.9%  |
| 木更津市   | 5.3%  | 成田市   | 5.0%  |